# 天蝎宮
天蝎宮（てんかつきゅう）は、黄道十二宮の8番目である。さそり座。
獣帯の黄経210度から240度までの領域で、だいたい10月23日（霜降）から11月22日（小雪）の間まで太陽が留まる（厳密には、太陽通過時期はその年ごとに異なる）。
四大元素の水に関係していて、巨蟹宮・双魚宮と一緒に水のサインに分類される。対極のサインは金牛宮である。

## 天蝎宮のデータ
- アストロロジカルシンボル -
- ゾディアックシンボル - 蠍
- 標準的な期間 - 10月24日-11月22日、場合により、10月25日-11月23日
- 2区分 - 女性
- 3区分 - 定着
- 4区分 - 水
- 居住の座 - 冥王星。一部の占星術師は火星を天蝎宮のルーラーにすべきだと主張している。
- 高揚の座 - 天王星。ただし、伝統的な占星術では天蝎宮に高揚の座は存在していなかった。
- 障害の座 - 金星
- 転落の座 - 月

## 符号位置
| 記号 | Unicode | JIS X 0213 | 文字参照         | 名称    |
| ---- | ------- | ---------- | ---------------- | ------- |
| ♏   | U+264F  |            | &#x264F; &#9807; | SCORPIO |